# Ambergate
Ambergate – wieś w Anglii, w hrabstwie Derbyshire, w dystrykcie Amber Valley. Leży 15 km na północ od miasta Derby i 195 km na północny zachód od Londynu.